# Línea M2 (Metro de Bucarest)
La Línea M2 es una de las líneas del Metro de Bucarest. Dicha línea va desde la Estación de Pipera hasta la Estación de Depoul IMGB.